# Groupe ISAE
Groupe ISAE és el nom de una xarxa francesa formada per les universitats aeronàutica i espacial (anomenades Grande école en francès).
Va ser creada el 2011 per Institut Supérieur de l'Aéronautique et de l'Espace, École nationale supérieure de mécanique et d'aérotechnique, École supérieure des techniques aéronautiques et de construction automobile, École de l'Air et de l'Espace, Institut supérieur de mécanique de Paris i École nationale de l'aviation civile.
El Groupe ISAE es constitueix en forma de consorci de cooperació entre institucions autònomes. Es regeix per un acord de col·laboració que inclou una carta comuna.
La seva finalitat és «federar els Col·legis de França en l'àmbit de l'enginyeria aeronàutica i espacial sota una bandera comuna, per tal d'augmentar la influència d'aquests Col·legis, tant a nivell nacional com internacional, i promoure la formació d'enginyers en els camps de l'aeronàutica i l'espai. aeroespacial».
Els projectes i accions que duen a terme conjuntament els membres del Groupe ISAE es refereixen a la formació, la recerca i la influència nacional i internacional.
Els projectes i accions del Groupe ISAE es desenvolupen amb el suport del GIFAS (Groupement des industries françaises aéronautiques et spatiales), les empreses membre del qual representen els principals ocupadors dels graduats dels Col·legis del grup.